# Dauis
Dauis est une municipalité de 4e classe de la province Bohol aux Philippines.
Au recensement de 2007, il y avait 36 139 habitants[réf. nécessaire].
Dauis est une des deux villes de l'île de Panglao.

## Barangays
- Biking
- Bingag
- San Isidro
- Catarman
- Dao
- Mayacabac
- Poblacion
- Songculan
- Tabalong
- Tinago
- Totolan
- Mariveles

## Personnalités
- Miguel C. Cinches (1932-2010), évêque catholique philippin